# Камза
Ка́мза (алб. Kamëz, Kamza) — город и муниципалитет в области Тирана, Албания. Численность населения — 61 739 чел. (2023). Фактически, пригород Тираны.

## История
До 1990-х годов Камза был малонаселённым и преимущественно сельскохозяйственным городом. После окончания коммунистического правления, началась массовая миграция людей внутри Албании, и численность населения Камзы стремительно возросла.

## Галерея

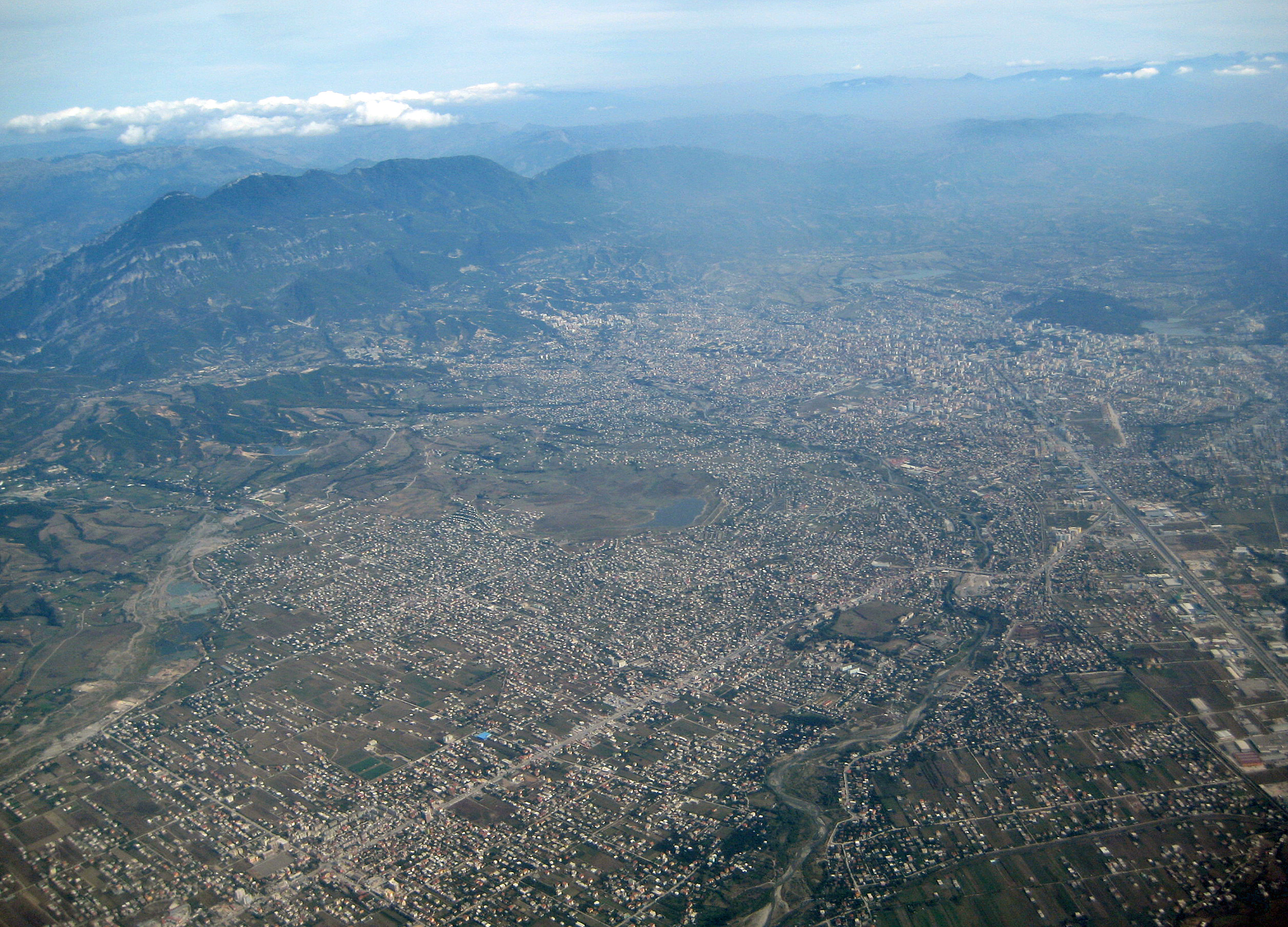
Панорама Тираны, внизу слева видна Камза